# Мохамед Зидан
Мохамед Зидан (на арабски محمد زيدان, правопис по Американската система BGN Mohamed Zidan) е египетски футболист, роден на 11 декември 1981 в град Порт Саид, Египет.
Зидан започва европейската си кариера в датската първа дивизия. Там играе за отборите на АБ Копенхаген и ФК Митюлан. През сезон 2003/2004 става голмайстор на първенството, а година по-късно е избран за играч номер 1 на първенството.
През зимната пауза на следващия сезон преминава за около 3,5 милиона евро в състава на Вердер Бремен. В първите си два мача за отбора влиза като смяна и вкарва по един гол, но тежка контузия му попречва да се наложи в отбора. През месец август е даден под наем на Майнц 05, където се превръща в титуляр и вкарва 9 гола. Един от тях - срещу Вердер - той отбелязва в 13-ата секунда на мача, което е най-бързото попадение в Будеслигата за сезона. През лятото на 2006 Зидан се връща в Бремен, но след като отново не успява да се наложи като титуляр, той пак отива в Майнц, но този път не под наем, а е закупен за около 2,5 милиона евро – рекордна трансферна сума за отбора на Майнц 05. Неговите 13 гола в 15 мача обаче не могат да помогнат на отбора да се спаси от изпадане.
През юни 2007 Зидан преминава в Хамбургер за сумата от 5,8 милиона евро. Контузии му пречат да покаже качествата си и въпреки че има 21 мача за първенство, едва в осем от тях започва като титуляр. В началото на сезон 2008/2009 преминава в Борусия Дортмунд като част от сделката за Младен Петрич.
В националния отбор Египет дебютира през 2005 г. През 2008 г. печели Купата на африканските нации, като на финала срещу Камерун асистира за единствения гол.
Той отбеляза два гола срещу Бразилия в мач за Купа на конфедерациите 2009.

## Успехи
- 1х носител на Купата на африканските нации: 2008
- 1х играч №1 на датското първенство: 2004/2005
- 1х голмайстор на датското първенство: 2003/2004